# Røde Kors
Den internationale Røde Kors- og Røde Halvmåne-bevægelse (ofte blot kaldet Røde Kors) er verdens største ikke-statslige hjælpeorganisation. Gennem 150 år har den hjulpet mennesker igennem ensomhed, krige og katastrofer. Organisationen tæller igennem sine 186 nationale selskaber over 100 millioner mennesker og 16 millioner frivillige. Røde Kors anvendes som organisationens navn i traditionelt kristne lande, mens Røde Halvmåne er betegnelsen i muslimske lande.
Organisationen blev stiftet af schweizeren Henri Dunant, der fik ideen som følge af sine oplevelser i 1859 med sårede og døende på slagmarken efter slaget ved Solferino. Den har fortsat i dag sit hovedsæde i Genève i Schweiz, og dens hovedsymbol, et rødt kors på hvid bund, er til ære for Dunant inspireret af det schweiziske flag, som har et hvidt kors på rød bund.
Organisationen fik tildelt Nobels fredspris i 1917, 1944 og 1963.

## Organisation
Røde Kors - og Røde Halvmåne Bevægelsen består af tre enheder:
- 192 nationale foreninger
- Den internationale Røde Kors-komité
- Det internationale forbund af Røde Kors- og Røde Halvmåneforeninger

Der må kun være ét Røde Kors Selskab i hvert land. Røde Kors i Danmark hed Dansk Røde Kors frem til 2011, hvor de skiftede navn til Røde Kors, for at understrege, at der er tale om én og samme verdensomspændende bevægelse.
Røde Kors i Danmark har 57.000 medlemmer, 25.000 frivillige, og tæller 204 lokale Røde Kors-afdelinger. Ungdommens Røde Kors (URK), Færøsk Røde Kors, samt Grønlandsk Røde Kors er selvstændige organisationer under Røde Kors, og er ligesom lokalafdelingerne repræsenteret på landsmødet hvert andet år, hvorfra hovedbestyrelsen bliver valgt. Hovedbestyrelsen er den daglige foreningspolitiske ledelse af Røde Kors og består af 16 medlemmer, der alle arbejder frivilligt. Sven Bak-Jensen er siddende præsident for Røde Kors. Til daglig varetages Røde Kors administration af landskontoret i København under ledelse af generalsekretær Anders Ladekarl.

## Røde Kors' arbejde
Røde Kors arbejder ud fra 7 principper, der gælder for alle Røde Halvmåne- og Røde Kors- selskaber i verden:
- Medmenneskelighed
- Upartiskhed
- Neutralitet
- Uafhængighed
- Frivillighed
- Enhed
- Almengyldighed.[1]

Organisationens arbejde favner bredt, hvad angår typer af aktiviteter, men fælles for alle disse er, at de skal bygge på de 7 Røde Kors-principper og sigte mod at hjælpe mennesker gennem ensomhed, krige og katastrofer.

### Røde Kors’ arbejde i Danmark
Dansk Røde Kors har 204 lokalafdelinger. Organisationen arrangerer blandt andet ferielejre og netværk for udsatte børnefamilier, samtalegrupper for børn af indsatte, integrationsaktiviteter, støtte til voldsramte kvinder, besøg til indsatte i fængsler og forskellige aktiviteter for asylansøgere og deres børn. Organisationen har over 32.000 frivillige i Danmark.
Røde Kors’ aktiviteter i Danmark tæller: Familienetværk, Besøgstjeneste, Sygehusbesøgstjeneste, Samtalegrupper for børn af indsatte, Vågetjeneste, Qnet, Integration, Fængselsbesøgstjeneste, Nørklere, Skoletjeneste, Førstehjælp, Samaritter, Genbrug, Julehjælp samt i Ungdommens Røde Kors regi: Læringsaktiviteter, Ferielejre, Klubber og Væresteder og Sundheds-og Idræts aktiviteter for børn og unge.
Det er Røde Kors, der driver asylcentre i Danmark og har ansvaret for de personer der søger om asyl i Danmark, mens deres sag bliver behandlet.

### Røde Kors' arbejde i krigs- og konfliktområder
Røde Kors-bevægelsens særlige mandat, som er indskrevet i Genèvekonventionerne, forpligter krigens parter til at lade Røde Kors yde neutral hjælp til ofrene på begge sider af en konflikt. Derfor kan Røde Kors operere i moderne konflikter i situationer, hvor ingen andre kan,. Organisationen har 150 års erfaring med at arbejde i konfliktområder. Pr. 2017 havde 189 stater tilsluttet sig konventionerne.
Alle civile, uanset nationalitet, race, religion, klasse eller politisk overbevisning, skal ifølge organisationens idealer have adgang til hjælp under krig. Derfor hjælper og beskytter Røde Kors krigens ofre, uanset hvilken side de befinder sig på. Røde Kors yder blandt andet førstehjælp til ofre og hjælper flygtninge og fordrevne med nødhjælpsforsyninger, der giver tag over hovedet, mad, drikke og medicinsk behandling. Røde Kors uddanner krigens parter i krigens regler og besøger krigsfanger på begge sider af konflikterne; De yder psykosocial støtte, så f.eks. børn i krigsplagede områder kan få hjælp til at bearbejde tab og sorg; Og gennem deres eftersøgningstjeneste genforener Røde Kors mennesker, der er blevet væk fra hinanden.

## Historie
I 1859 så den unge schweizer og bankier Henry Dunant en slagmark i Solferino med døende og sårede, og begyndte med frivillige kvinder i området at forsøge en organiseret hjælp til de trængende. Disse erfaringer fik ham til at arbejde for, at det han oplevede dengang ikke skulle gentage sig, og han tog derfor initiativ til en international konference, hvor fjorten lande deltog, i sin hjemby, Genève. I 1864 blev den første Genevekonventionen vedtaget, og samtidig blev der dannet en forening for at organisere frivillige hjælpearbejdere: Røde Kors. Det var også i 1864 at den første Røde Kors-delegation blev udsendt. Den bestod af schweizeren Louis Appia og hollænderen Kaptajn Charles William Meredith van de Velde.
Røde Kors var aktiv i Danmark under 2. Slesvigske Krig i 1864, hvilket var den første krig overhovedet organisationen deltog i. Dansk Røde Kors' virke går tilbage til oprettelsen af Foreningen af syge og såredes pleje under krigsforhold, der blev etableret 26. april 1876. Grundlaget for de første lokalafdelinger og det landsdækkende netværk af frivillige blev lagt i 1917.

## Anerkendte symboler
Organisationen har sit navn fra symbolet det røde kors, som er en inversion af det schweiziske flag. Alligevel har man valgt at benytte den røde halvmåne som symbol i muslimsk dominerede lande.
Ud over det røde kors og den røde halvmåne er også et symbol med en rød løve og sol anerkendt som officielt symbol. Røde Løve og Sol blev brugt i Iran i perioden 1924-1980 og selv om Iran efter shahens fald er gået over til at bruge røde halvmåne forbeholder de sig retten til at bruge løven og solen – derfor er det stadig anerkendt.
Genevekonventionen af 1929 anerkendte Røde Kors, Røde Halvmåne og Røde Løve og Sol som de eneste officielle emblemer for bevægelsen. Dette blev bekræftet ved en diplomatisk konference i 1949, og der blev i mange år ikke anerkendt nye symboler. Den 8. december 2005 godkendte medlemslandene i Røde Kors dog et nyt symbol, en rød krystal. Den skal anvendes i situationer, hvor korset eller halvmånen ikke anses for passende symboler. Dette medførte, at Israels Magen David Adom kunne blive optaget i Den internationale Røde Kors- og Røde Halvmånebevægelse. 29 af landene under Genevekonventionen stemte for beslutningen, 27 stemte imod og 10 lande undlod at stemme. Især de muslimske lande var modstandere af det nye symbol, netop fordi det gjorde det muligt for Magen David Adom at blive optaget i Røde Kors. Spørgsmålet om Magen David Adoms endelige optagelse i Røde Kors blev endeligt afklaret i 2006.

### Ikke-anerkendte symboler
Siam (nu Thailand) har tidligere ytret ønske om at få godkendt en rød flamme som symbol, Afghanistan en rød moské. Sri Lanka og Indien har arbejdet for at få godkendt et rødt svastika. Røde Kors har indtil videre stået fast på ikke at godkende disse symboler for ikke at udvande symbolernes betydning.
I Kasakhstan og Eritrea har de lokale organisationer også problemer med at få godkendt deres nationale organisationer, idet de har ønsket at bruge Røde Kors og Røde Halvmåne sammen i et symbol.